# والابی خرگوشی نواردار
والابی خرگوشی نواردار (نام علمی: Lagostrophus fasciatus) نام یک گونه از تیره درازپایان است.